# روبرت هاو (سياسي أسترالي)
روبرت هاو (بالإنجليزية: Robert Howe)‏ هو مهندس وسياسي أسترالي، ولد في 1861 في نيوكاسل أبون تاين في المملكة المتحدة، وتوفي في 2 أبريل 1915 في أستراليا. حزبياً، نشط في حزب العمال الأسترالي. وقد انتخب عضو مجلس النواب الأسترالي عن دائرة Division of Dalley ‏ (13 أبريل 1910 – 2 أبريل 1915).